# Norea
Norea és una figura en la cosmologia gnòstica. De vegades es diu que és el gnosticisme d'Adam, o la dona de Noè, i filla d'Eva. Norea es percep en el pensament gnòstic com Sofia després de la seva caiguda en desgràcia.
Durant molt de temps, Norea era conegut d'un resum d'un llibre anomenat Noria en la Panarion (Contra les heretgies) d'Epifani de Salamina (26,1. 3-9). D'acord amb Epifani, el Borborites, es considera Norea amb Pirra, l'esposa de Deucalió (un personatge similar al de Noè grec), perquè Nura significa "foc" en llengua siríaca. Va cremar l'Arca de Noè tres vegades. En un altre lloc (39.5.2) Epifani diu que el Sethianisme considera Horaia com l'esposa de Seth.
Els Manuscrits de Nag Hammadi descoberts l'any 1945 aporten nova informació sobre Norea. Al llibre Hipòstasi dels Arconts (La realitat dels governants), Norea és la filla d'Eva i la germana petita de Seth, tots dos són membres de la raça pura. Els arconts o (dimonis governants del món) decideixen de destruir el món amb un diluvi, però el seu cap, el malvat Demiürg, adverteix Noè que construeixi una arca, i que pugi Norea a bord. Però Noè la deixa, així bufa sobre l'arca i l'omple de flames. Els arconts tracten de violar-la, però ella crida Déu per ajuda. L'àngel Eleleth apareix i espanta els arconts que fugen abans de revelar el seu origen, ella és un fill de Déu.